# 芙蓉広場駅
芙蓉広場駅（ふようひろばえき）は、中華人民共和国湖南省長沙市芙蓉区にある長沙地下鉄2号線の駅である。

## 駅構造
島式ホーム1面

## 駅周辺
- 新華書店[2]
- カルフール
- 招商銀行
- 中国民生銀行